# ジュリー・ドレフュス

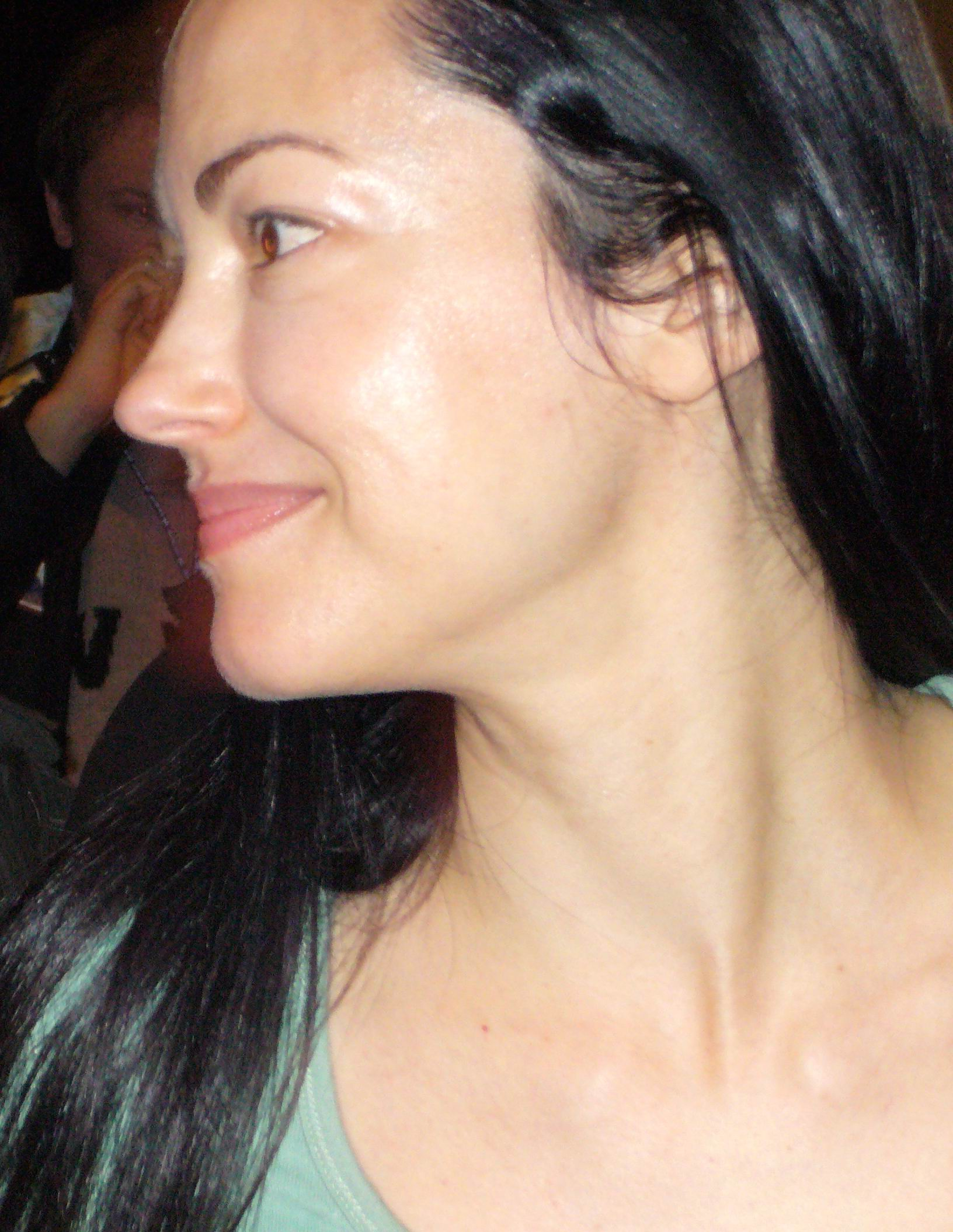
ジュリー・ドレフュス（2007年）

ジュリー・ドレフュス（Julie Dreyfus 1966年1月24日 - ）は、フランス・パリ出身のモデル、タレント、女優。ユダヤ系アルザス人、ルーマニア系フランス人出身である。

## 来歴
母はジャン＝リュック・ゴダール監督の『カラビニエ』やルイス・ブニュエル監督の『自由の幻想』やフランソワ・ヴィリエの『河は呼んでる』などで知られる女優のパスカル・オードレ（Pascale Audret）。
母国語であるフランス語以外に英語・日本語を流暢に話し、タレントとしては日本を拠点に活動していたが、カナダの人気テレビドラマ・シリーズ『クロウ vs クロウ』（原題：The Crow: Stairway to Heaven）に出演した1998年以降は国際的に活動している。
大阪外国語大学に留学。NHK教育テレビジョンの『フランス語講座』（現在の『フランス語会話』）に出演を始め、日本でもモデルやタレントの活動を始めた。
さくら銀行（現・三井住友銀行）を始め、日本企業のCMに多数出演する。
1992年には映画『遠き落日』に女優として出演。その後も『RAMPO』（奥山和由監督ヴァージョン）、『キル・ビル Vol.1』等に出演している。

## 出演作品(女優として)
- 遠き落日（1992年） ‐ マリー夫人役
- RAMPO（奥山バージョン） （1994年） - 仏蘭西國・御令嬢役
- A Feast at Midnight（1995） - 母親役
- LEGAL ALIENS　リーガル・エイリアン（1998年） - イザベル役
- クロウ vs クロウ（加TVドラマ、1998年） - India Reyes役
- The Godson（1999年） - Laura役
- Bathory（2000） - Lady Katarina役
- Jean Moulin（仏TVドラマ、2000年） - Lydie Bastien役
- キル・ビル Vol.1 （2003年） - ソフィ・ファタール役
- TOKYO! 第2部『メルド』 （2008年） - 観戦客・通訳役
- 変態島 Vinyan （2008年） - キム役 ※日本劇場未公開
- イングロリアス・バスターズ Inglourious Basterds (2009) - フランチェスカ・モンディーノ役
- 2夜連続 松本清張スペシャル 球形の荒野 （2010年） - エレーヌ･ヴァンネード役
- 鴨、京都へ行く。-老舗旅館の女将日記- 最終話（2013年） - アントワーヌ・ベルラン役

## テレビ番組
- フランス語講座（NHK教育）
- 料理の鉄人（フジテレビ） - ゲスト審査員
- 世界・ふしぎ発見!（TBS） - ミステリーハンターを複数回務めている
- 世界の常識・非常識!（フジテレビ）（一時期レギュラー出演）
- Ryu's Bar 気ままにいい夜（TBS系） - アシスタント
- 疲労回復テレビ（NHK）
- アインシュタインロマン（NHK） - 女性科学ジャーナリスト役

## CM
- カネボウ化粧品
- 太陽神戸三井銀行→さくら銀行（現：三井住友銀行）
- 国際デジタル通信（現：IDCフロンティア）
- 資生堂
- 東京ガス ミスティ（シェイクスピア編）- 妻夫木聡と共演
- ロト6 英会話編 -妻夫木聡、新井浩文と共演

## 著書
- 新しいパリの魅力　石田和男訳　洋泉社
- 今晩、なに話す　石島淑子訳　求龍堂
- ジュリーのこんなパリ知ってますか。　日本放送出版協会